# Лейнан Лунн, Мари
Мари Лейнан Лунн (норв. Mari Leinan Lund; род. 28 мая 1999) — норвежская двоеборка, серебряный призёр чемпионата мира 2021 года.

## Спортивная карьера
Мари Лейнан Лунн приняла участие в первом и пока единственном этапе Кубка мира по лыжному двоеборью среди женщин, который состоялся 18 декабря 2020 года в Рамзау. В первой части соревнований ей удалось продемонстрировать самый дальний прыжок в 97 м с трамплина, но из-за недостатков в технике приземления суммарное количество очков оказалось лишь 10-м в этой дисциплине. Перед стартом второй части — гонки преследования на 5 км по системе Гундерсена — Мари уступала 58 секунд своей соотечественнице Гюде Вестволл Хансен; на финише гонки она показала итоговое 7-е место.
Мари Лейнан Лунн стала одной из пяти норвежек, заявленных на участие в лыжном двоеборье на чемпионате мира 2021 года. На первых в истории первенства планеты соревнованиях по женскому двоеборью ей удалось показать лучший результат в прыжках с трамплина — 107,0 м и 127,8 баллов, трансформировавшихся в 3-секундное преимущество, однако в гонке на 5 км спортсменку обогнала Гюде Вестволл Хансен, оставив Мари с серебряной медалью.

## Результаты

### Чемпионаты мира по лыжным видам спорта
| Чемпионат мира  | Нормальный трамплин / 5 км |
| --------------- | -------------------------- |
| 2021 Оберстдорф | 2                          |
| 2023 Планица    | 20                         |

### Кубок мира по лыжному двоеборью

#### Результаты сезонов
| Сезон | Возраст | Место в зачёте Кубка мира | Место в зачёте Кубка мира | Место в зачёте Кубка мира |
| Сезон | Возраст | Общий зачёт               | Прыжки с трамплина        | Лыжные гонки              |
| ----- | ------- | ------------------------- | ------------------------- | ------------------------- |
| 2021  | 21      | 7                         | 10                        | 9                         |
| 2022  | 22      | 10                        | 6                         | 26                        |
| 2023  | 23      | 17                        | 21                        | 18                        |
| 2024  | 24      | 3                         | 2                         | 8                         |

## Личная жизнь
Марте Лейнан Лунн, младшая сестра Мари, также занимается лыжным двоеборьем и является бронзовым призёром чемпионата мира 2021 года.